# Paschal Donohoe
Paschal Donohoe (Dublin, 19 september 1974) is een Iers politicus namens de christendemocratische partij Fine Gael. Sinds 2025 is hij minister van Financiën in de Ierse regering, een functie die hij eerder ook bekleedde tussen 2017 en 2022. Tevens is hij sinds 2020 voorzitter van de Eurogroep.

## Biografie
Donohoe studeerde politicologie en economie aan het Trinity College. Daarna werkte hij zes jaar in Engeland voor Procter & Gamble. Tussen 2004 en 2007 was hij raadslid in zijn geboortestad Dublin namens zijn partij Fine Gael. In 2007 maakte hij de overstap naar de landelijke politiek toen hij verkozen werd tot senator in de Seanad Éireann, het hogerhuis van het Ierse parlement. Na de nationale verkiezingen van 2011 verhuisde hij vervolgens naar de Dáil Éireann (het Ierse lagerhuis), waarin hij zitting nam als Teachta Dála.
Vanaf 2013 fungeerde Donohoe gedurende een jaar als onderminister voor Europese Zaken. Aansluitend trad hij toe tot de Ierse regering, waar hij sindsdien diverse ministerschappen bekleedde. Zo was hij minister van Verkeer, Toerisme en Sport (2014–2016), Begroting en Hervorming (2016–2020), Financiën (2017–2022), opnieuw Begroting en Hervorming (2022–2025) en opnieuw Financiën (sinds 2025). 
Hij diende onder de premierschappen van Enda Kenny, Leo Varadkar, Micheál Martin en Simon Harris en maakte onder meer deel uit van het kabinet-Varadkar, het kabinet-Martin-Varadkar en het kabinet-Martin-Harris.
Op 9 juli 2020 werd Paschal Donohoe verkozen tot voorzitter van de Eurogroep, als opvolger van de Portugees Mário Centeno. Vier dagen later trad hij officieel in functie. In december 2022 werd hij herkozen voor een tweede termijn.

### Persoonlijk
Donohoe is getrouwd en heeft twee kinderen.
- Gemeinsame Normdatei: 1139463802
- Virtual International Authority File: 315945541